# Hadd
Hudud (árabe, también transliterado como hadud, hudood; singular hadd, حد, cuyo significado literal es "límite", o "restricción") es una palabra utilizada a menudo en la literatura islámica para referirse a los límites del comportamiento aceptable y los castigos relacionados con crímenes graves. En el derecho islámico o Sharia, hudud por lo general hace referencia a los tipos de castigos que se encuentran fijados para ciertos crímenes que son considerados "exigencias de Dios." Éstos comprenden robo, fornicación y adulterio (zinā’), consumo de alcohol u otras sustancias intoxicantes (khamr), y apostasía (véase Apostasía en el islam).

## Aspectos generales
Hudood es una de las cuatro categorías de castigos en el Derecho Penal Islámico:
- Qisas - significa respuesta/venganza, y amplia el principio bíblico del "ojo por ojo."
- Diyya - compensación pagada a los familiares de la víctima. En árabe la palabra significa tanto dinero sangriento como rescate.
- Hudud - castigos predeterminados
- Tazir - castigo, por lo general corporal, administrado a discreción del juez

Las ofensas hudud se definen como "reclamos de Dios," y por lo tanto era responsabilidad de la soberanía fijar un castigo para ellos. Todas las otras ofensas se definieron como "reclamos de [Sus] servidores," y la responsabilidad por su juicio caía sobre la víctima. Esto incluye el asesinato, el cual era considerado como una disputa privada entre el asesino y los familiares de la víctima. A los familiares se les concede el derecho de perdonar al asesino, o exigir compensación (véase Diyya) o exigir la ejecución del asesino (véase Qisas).
Las ofensas hudud son:
- Robo (Sariqa, السرقة)
- Bandolerismo (Ĥirabah, الحرابة)
- Relaciones sexuales ilegales (Zina', الزنا)
- Falsa acusación de Zina (Qadhf, القذف)[3]
- Ingerir alcohol (Shurb al-Khamr, شرب الخمر)
- Apostasía (Irtidād o Ridda, ارتداد أو ردّه) incluye blasfemia. (A diferencia de las cinco ofensas indicadas arriba, no todos los juristas coinciden en considerar la apostasía una ofensa hudud.)

En los sistemas legales islámicos tradicionales existían estándares que debían ser satisfechos para que fuera posible llevar a cabo castigos hudud. 
Existen pequeñas diferencias entre los puntos de vista de los cuatro principales madhhabs Sunni con respecto a las metodologías para dar sentencia y especificaciones de estas leyes. A menudo se sostiene que, dado que sharia es la Ley de Dios y establece ciertos castigos para cada crimen, éstos son inmutables. Sin embargo, en la medida en que los movimientos liberales en el islam han expresado sus preocupaciones sobre la validez del hadith, una componente importante de cómo se genera la ley islámica, han surgido dudas sobre la administración de ciertos castigos. Las incompatibilidades de la ley islámica con los derechos humanos, tal como esta ley se practica en numerosos países, ha llevado a Tariq Ramadan a pedir una moratoria internacional sobre los castigos hudud hasta que se logre un mayor consenso entre los estudiosos.
También se ha sostenido que la porción hudud de la sharia es incompatible con la comprensión humanista u occidental de los derechos humanos. Por ejemplo, un editorial del Washington Times denominaba a la Pakistan's Hudood ordinance:
un conjunto de leyes aprobadas en 1979 como respuesta a la presión de grupos políticos islamistas duros que castigan con odio a las víctimas de violación a la vez que hacen difícil condenar a los violadores.

## El debate interno en el islam
Tanto el Corán como la Sunna (las fuentes de revelación primaria del islam) reflejan este tipo de penas, pero en todas las ocasiones se aplican con condicionantes. La definición de estos condicionantes es una cuestión que se debate dentro del islam.

## Castigos
Los tipos de castigos son:
- Pena capital - mediante espada/crucifixión (para robos en autopistas con homicidio) o mediante lapidación.
- Amputación de las manos o pies (para robos en autopistas sin homicidio).
- Flagelación con una cantidad variable de golpes (por beber, por zina cuando los acusados no se encuentran casados o no son musulmanes, y por falsas acusaciones de zina)

Entre 1983 y 1985, se aplicaron en Sudán castigos hudud por robo a varios cientos de individuos, incluidos cristianos, durante los primeros dos años en que la sharia fue elevada al nivel de ley del Estado. Posteriormente cesó su aplicación, aunque no se eliminaron los castigos de la ley. La flagelación por cargos contra la moral se ha aplicado en Sudán sin interrupción desde que se codificó la ley islámica en 1991. Aunque durante este período se dictaron sentencias de lapidación por adulterio, no se ejecutó ninguna de ellas.